# Tungtvann (band)
Tungtvann var en norsk hiphop-gruppe med rødder i Nordland. Gruppen bestod af vokalisten Jørgen «Jørg-1» Nordeng, fra Ørnes og DJ Lars «Poppa Lars» Sandness fra Harstad. Et tredje medlem blev inkluderet på koncerter og festivaler, Håvard «Jan Steigen» Jenssen fra Steigen. Tungtvann var første norske gruppe til at rappe på dialekt på album. 
Gruppen udgav fire musikalbum, samt nogle EP-er og mixtapes. Musikalske inspirationskilder for gruppen findes i øst- og vestkyst hiphop fra USA, samt i ragga/dancehall-traditionen fra Jamaica, sidstnævnte har resulteret i tæt samarbejde med Bodø reggae-bandet Manna.

I starten af 2007 bekendtgjorde Tungtvann at de ville opløses efter en afskedsturné med samlepladen 96%. "96%" blev udgivet på Bonnier Amigo Music Norway. Tungtvann spilledee sin sidste koncert nogensinde fredag den 24. august 2007 under Parkenfestivalen i Bodø.
Flere morsomme indslag har set dagens lys i musiknorge gennem Tungtvann; Busta Ofte, Raggabalder Riddim Rebels, FaaPaa Crew, Skilsmisse Baren med flere.

## Diskografi
- 2000: Nord Og Ned
- 2002: Mørketid
- 2004: III: Folket Bak Nordavind
- 2006: Siste Skanse